# Список обелисков Рима

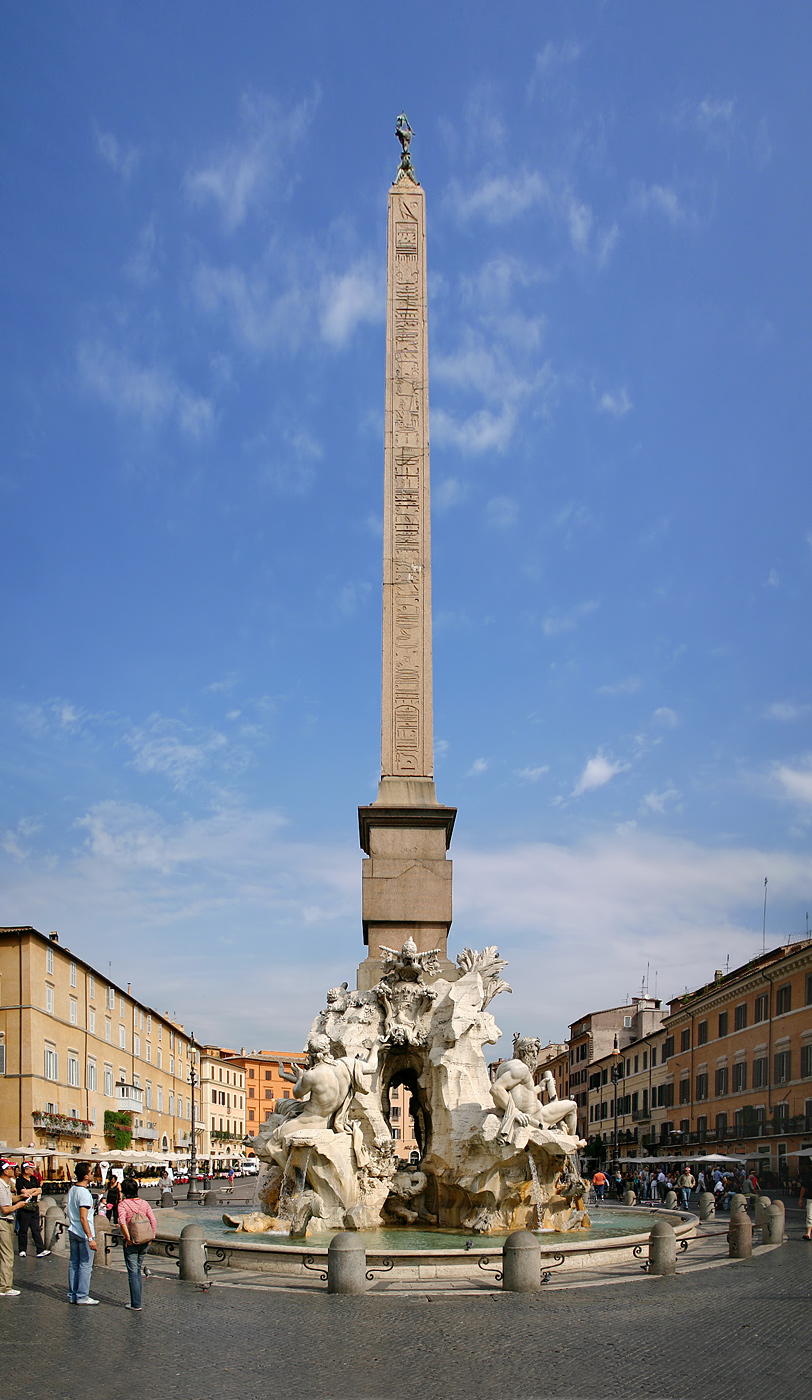
Обелиск на площади Навона

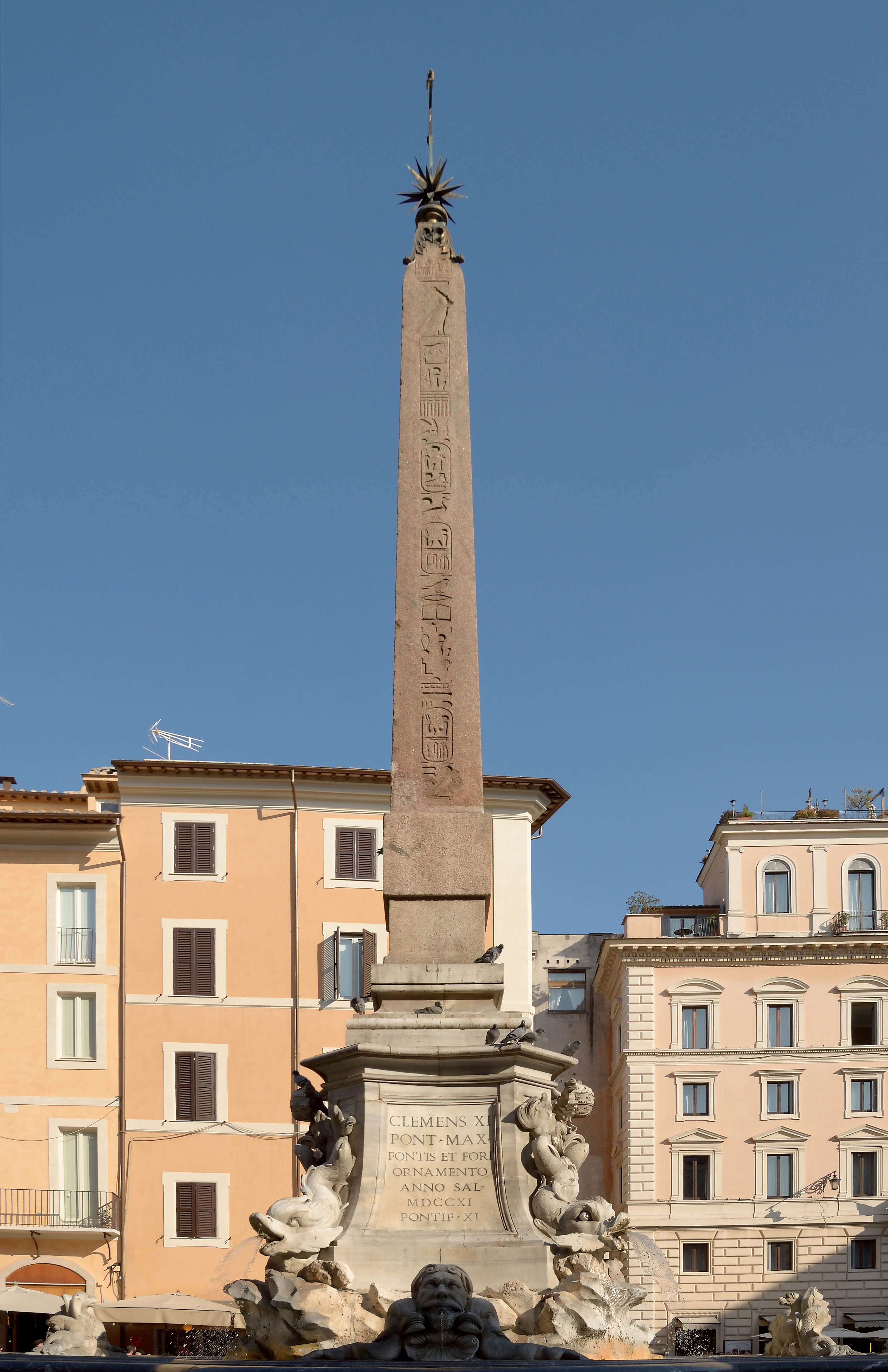
Обелиск на Пьяцца делла Ротонда

В Риме находятся тринадцать обелисков. Из них десять были привезены из Египта римскими императорами, три псевдоегипетских обелиска были изготовлены в античном Риме. Первые обелиски были привезены в 10 г. до н. э. императором Августом. Идея использования обелисков в качестве градостроительных элементов нового христианского Рима принадлежит папе Сиксту V. Именно он с 1585 года предпринял грандиозные работы по перестройке и благоустройству города, прокладывая новые улицы и расширяя площади, оформляя их дворцовыми фасадами и акцентируя городские центры с помощью обелисков. Вертикали римских обелисков и в последующем отвечали идеям стиля барокко, одна из которых — организация широкого пространства и глубоких перспектив. До настоящего времени римские обелиски отмечают основные точки городского пространства. Они видны издалека и, в большинстве случаев, указывают на расположение главных христианских базилик Рима.
Для поднятия обелиска, установленного в центре площади Святого Петра (генеральный проект архитектора Доменико Фонтана), понадобилось сначала построить башню из дубового дерева; этот безымянный обелиск, привезённый в Рим императором Калигулой (37-41 гг. н. э.), изначально был установлен в центре частного цирка, расположенного на территории императорских садов — ныне Ватикана, именно там, где был подвергнут истязаниям, а затем и казнён апостол Пётр.
- Обелиск на площади Навона
- Обелиск на площади Сан-Джованни-ин-Латерано
- Обелиск на пьяцца дель Пополо
- Обелиск на via delle Terme di Diocleziano
- Обелиск на Piazza Rotonda
- Обелиск на Piazza della Minerva
- Обелиск на площади Piazza Montecitorio
- Обелиск на площади святого Петра в Ватикане
- Обелиск в саду виллы Челимонтана
- Обелиск на вершине Испанской лестницы
- Обелиск на Пинчо
- Обелиск на Квиринальской площади
- Обелиск на Эсквилинской площади